# Hall of Femmes
Cet article possède un paronyme, voir Hall of Fame.

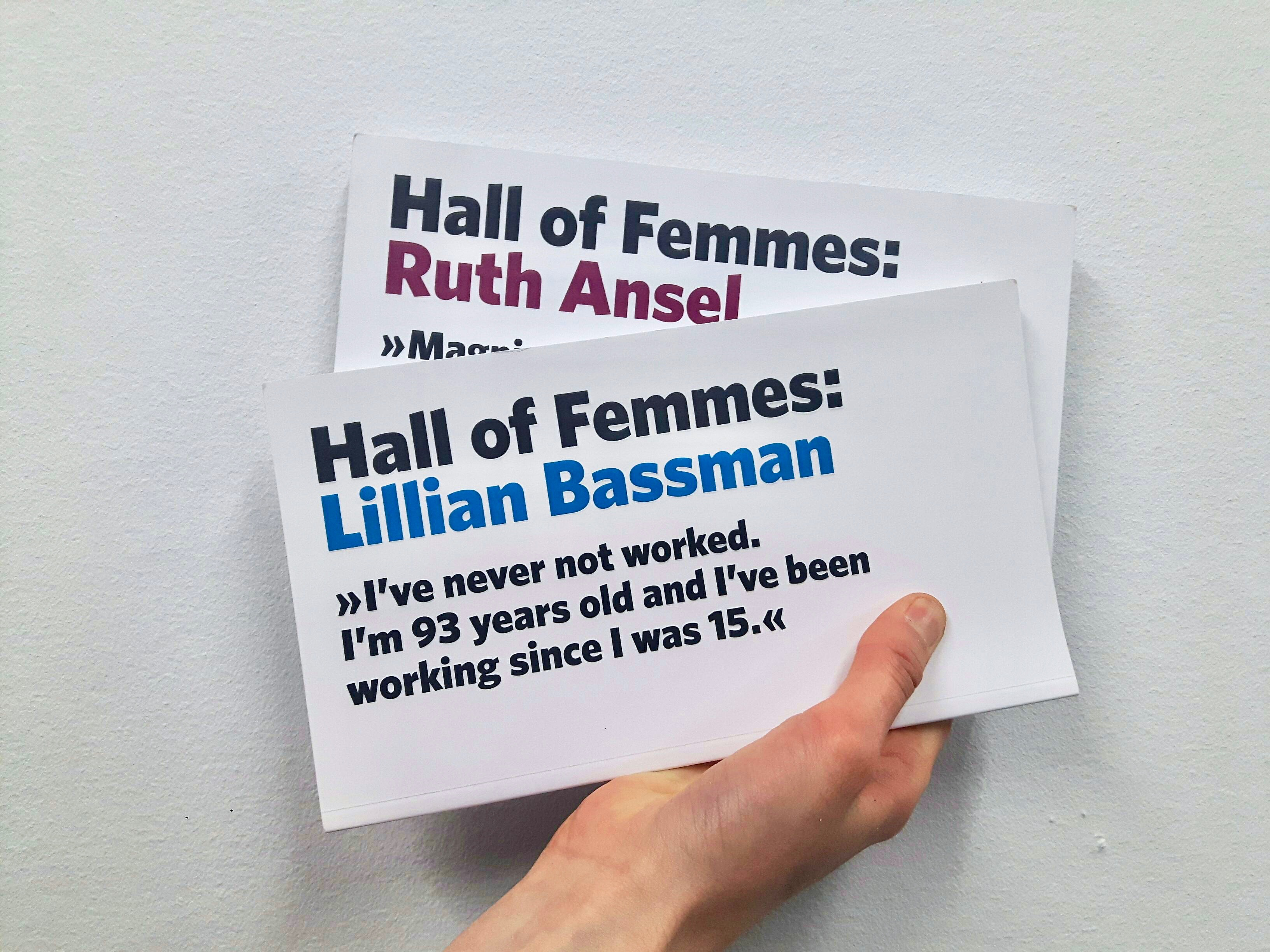
Deux exemplaires de la collection de livres Hall of Femmes

Hall of Femmes est un projet créé en Suède visant à mettre en valeur le travail des femmes dans le domaine de la direction artistique et du design. Le projet a été initié en 2009 par Samira Bouabana et Angela Tillman Sperandio avec pour objectif de rectifier l'histoire du design en mettant en lumière le travail des femmes. Le projet comprend une collection de livres, chaque livre présentant une femme pionnière de la conception graphique et du design. Il comprend également des séminaires, des projections, des discussions, des expositions et des podcasts.
Hall of Femmes aspire également à promouvoir l'égalité au sein de l'industrie du design. Initié en Suède, il est désormais de notoriété internationale et a notamment été mentionné dans des magazines tels que le New York Times Magazine  ou encore le Creative Review  et Vanity Fair.
En mai 2013, Hall of Femmes a organisé Design Talks, une conférence de deux jours au Musée d'Art Moderne de Stockholm, où des grands noms du monde du design, de la mode, de l'art, de la communication et de l'architecture tels que Ruth Ansel, Barbara Kruger, Janet Froelich et Cindy Gallop ont été invités à s'exprimer.
En 2013, Hall of Femmes a reçu le prix Bengt Hanser, remis par l'Association suédoise des agences de communication.

## Liste des livres Hall of Femmes
- (en) Barbara Stauffacher Solomon : « I broke all the rules. »
- (en) Janet Froelich : « I love the hunt for the story, the thread of the narrative. »
- (en) Samira Bouabana, Angela Tillman Sperandio et Sarah Clyne Sundberg (dir.), Lella Vignelli : « My ideas are always clear. », 2013, 64 p. (ISBN 9789197882743)
- (en) Tomoko Miho : « Good design is about finding solutions. »
- (en) Paula Scher : « Style changes, technology changes, but people never change. »
- (en) Lillian Bassman : « I've never not worked. I'm 93 years old and I've been working since I was 15. »
- (en) Carin Goldber : « Think. Look. Listen. Ask question. Have fun. Assume nothing. »
- (en) Ruth Ansel : « Magpie aesthetic*, shameless borrower, intuitive, and deceptively simple. »